# Salmo 59
El salmo 59  es, según la numeración hebrea, el quincuagésimo noveno salmo del Libro de los salmos de la Biblia. Corresponde al salmo 58 según la numeración de la Biblia Septuaginta griega, empleada también en la Vulgata latina. Por este motivo, recogiendo la doble numeración, a este salmo también se le refiere como el salmo 59 (58).
Se describe como "una oración compuesta cuando Saúl envió mensajeros a esperar en la casa para matarlo".

## Esquema
El salmo se puede dividir en las siguientes secciones:
- Versículo 2-3: petición de salvación ( Sal 59,2-3  SLT )[4]
- Versículos 4–5: Queja contra sus enemigos ( Sal 59,4–5  SLT )[5]
- Versículo 6: petición de justicia ( Sal 59,6  SLT )[6]

- Versículos 7–8: Queja contra sus enemigos ( Sal 59,7–8  SLT )[7]
- Versículos 9-11: David pone su confianza en Dios ( Sal 59,9-11  SLT )[8]
- Versículos 12-14: Oración por justicia ( Sal 59.12-14  SLT )[9]

- Versículo 15-16: David describe su situación ( Sal 59.15-16  SLT )[10]
- Versículo 17-18: David alaba y agradece a Dios por su salvación ( Sal 59.17-18  SLT )[11]

## Texto
La siguiente tabla muestra el texto en hebreo del salmo con vocales, junto con el texto en griego koiné de la Septuaginta y la traducción al español de la Biblia del Rey Jacobo. Tenga en cuenta que el significado puede diferir ligeramente entre estas versiones, ya que la Septuaginta y el texto masorético provienen de tradiciones textuales diferentes. En la Septuaginta, este salmo está numerado como Salmo 58.
| #      | En hebreo                                                                      | En español | En griego |
| ------ | ------------------------------------------------------------------------------ | --- | --- |
| [ 15 ] | לַמְנַצֵּ֣חַ אַל־תַּשְׁחֵת֮ לְדָוִ֢ד מִ֫כְתָּ֥ם בִּשְׁלֹ֥חַ שָׁא֑וּל וַֽיִּשְׁמְר֥וּ אֶת־הַ֝בַּ֗יִת לַהֲמִיתֽוֹ׃                       | (Al músico principal, Altaschith, Michtam de David; cuando Saúl envió a vigilar la casa para matarlo).                                                                | Εἰς τὸ τέλος· μὴ διαφθείρῃς· τῷ Δαυΐδ εἰς στηλογραφίαν, ὁπότε ἀπέστειλε Σαοὺλ καὶ ἐφύλαξε τὸν οἶκον αὐτοῦ τοῦ θανατῶσαι αὐτόν. -                                 |
| 1      | הַצִּילֵ֖נִי מֵאֹיְבַ֥י ׀ אֱלֹהָ֑י מִֽמִּתְקוֹמְמַ֥י תְּשַׂגְּבֵֽנִי׃                                           | Líbrame de mis enemigos, oh Dios mío; defiéndeme de los que se levantan contra mí.                                                                                    | ΕΞΕΛΟΥ με ἐκ τῶν ἐχθρῶν μου, ὁ Θεός, καὶ ἐκ τῶν ἐπανισταμένων ἐπ᾿ ἐμὲ λύτρωσαί με·                                                                               |
| 2      | הַ֭צִּילֵנִי מִפֹּ֣עֲלֵי אָ֑וֶן וּֽמֵאַנְשֵׁ֥י דָ֝מִ֗ים הֽוֹשִׁיעֵֽנִי׃                                          | Líbrame de los que hacen iniquidad, y sálvame de los hombres sanguinarios.                                                                                            | ῥῦσαί με ἐκ τῶν ἐργαζομένων τὴν ἀνομίαν καὶ ἐξ ἀνδρῶν αἱμάτων σῶσόν με.                                                                                          |
| 3      | כִּ֤י הִנֵּ֪ה אָרְב֡וּ לְנַפְשִׁ֗י יָג֣וּרוּ עָלַ֣י עַזִּ֑ים לֹֽא־פִשְׁעִ֖י וְלֹא־חַטָּאתִ֣י יְהֹוָֽה׃                       | Porque he aquí que acechan mi alma; se han reunido contra mí los poderosos; no por mi transgresión ni por mi pecado, oh Señor.                                        | ὅτι ἰδοὺ ἐθήρευσαν τὴν ψυχήν μου, ἐπέθεντο ἐπ᾿ ἐμὲ κραταιοί. οὔτε ἡ ἀνομία μου οὔτε ἡ ἁμαρτία μου, Κύριε·                                                        |
| 4      | בְּֽלִי־עָ֭וֺן יְרֻצ֣וּן וְיִכּוֹנָ֑נוּ ע֖וּרָה לִקְרָאתִ֣י וּרְאֵֽה׃                                        | Corren y se preparan sin culpa mía: despierta para ayudarme, y mira.                                                                                                  | ἄνευ ἀνομίας ἔδραμον καὶ κατεύθυνα· ἐξεγέρθητι εἰς συνάντησίν μου καὶ ἴδε.                                                                                       |
| 5      | וְאַתָּ֤ה יְהֹוָֽה־אֱלֹהִ֥ים ׀ צְבָא֡וֹת אֱלֹ֘הֵ֤י יִשְׂרָאֵ֗ל הָקִ֗יצָה לִפְקֹ֥ד כׇּֽל־הַגּוֹיִ֑ם אַל־תָּחֹ֨ן כׇּל־בֹּ֖גְדֵי אָ֣וֶן סֶֽלָה׃ | Por tanto, oh Señor, Dios de los ejércitos, Dios de Israel, despierta para visitar a todas las naciones; no tengas misericordia de ningún transgresor malvado. Selah. | καὶ σύ, Κύριε, ὁ Θεὸς τῶν δυνάμεων, ὁ Θεὸς τοῦ ᾿Ισραήλ, πρόσχες τοῦ ἐπισκέψασθαι πάντα τὰ ἔθνη, μὴ οἰκτειρήσῃς πάντας τοὺς ἐργαζομένους τὴν ἀνομίαν. (διάψαλμα). |
| 6      | יָשׁ֣וּבוּ לָ֭עֶרֶב יֶהֱמ֥וּ כַכָּ֗לֶב וִיס֥וֹבְבוּ עִֽיר׃                                              | Vuelven al atardecer: hacen ruido como perros y dan vueltas alrededor de la ciudad.                                                                                   | ἐπιστρέψουσιν εἰς ἑσπέραν καὶ λιμώξουσιν ὡς κύων καὶ κυκλώσουσι πόλιν.                                                                                           |
| 7      | הִנֵּ֤ה ׀ יַבִּ֘יע֤וּן בְּפִיהֶ֗ם חֲ֭רָבוֹת בְּשִׂפְתֽוֹתֵיהֶ֑ם כִּי־מִ֥י שֹׁמֵֽעַ׃                                  | He aquí, ellos eructan con su boca; espadas hay en sus labios, porque, dicen, ¿quién escucha?                                                                         | ἰδοὺ ἀποφθέγξονται ἐν τῷ στόματι αὐτῶν, καὶ ρομφαία ἐν τοῖς χείλεσιν αὐτῶν, ὅτι τίς ἤκουσε;                                                                      |
| 8      | וְאַתָּ֣ה יְ֭הֹוָה תִּשְׂחַק־לָ֑מוֹ תִּ֝לְעַ֗ג לְכׇל־גּוֹיִֽם׃                                              | Pero tú, oh Señor, te reirás de ellos; te burlarás de todas las naciones.                                                                                             | καὶ σύ, Κύριε, ἐκγελάσῃ αὐτούς, ἐξουδενώσεις πάντα τὰ ἔθνη. |
| 9      | עֻ֭זּוֹ אֵלֶ֣יךָ אֶשְׁמֹ֑רָה כִּֽי־אֱ֝לֹהִ֗ים מִשְׂגַּבִּֽי׃                                                 | Por su fuerza esperaré en ti, porque Dios es mi defensa. | τὸ κράτος μου, πρὸς σὲ φυλάξω, ὅτι σύ, ὁ Θεός, ἀντιλήπτωρ μου εἶ.                                                                                                |
| 10     | אֱלֹהֵ֣י (חסדו) [חַסְדִּ֣י] יְקַדְּמֵ֑נִי אֱ֝לֹהִ֗ים יַרְאֵ֥נִי בְשֹׁרְרָֽי׃                                   | El Dios de mi misericordia me librará; Dios me hará ver mi deseo sobre mis enemigos.                                                                                  | ὁ Θεός μου, τὸ ἔλεος αὐτοῦ προφθάσει με· ὁ Θεός μου δείξει μοι ἐν τοῖς ἐχθροῖς μου.                                                                              |
| 11     | אַל־תַּהַרְגֵ֤ם ׀ פֶּֽן־יִשְׁכְּח֬וּ עַמִּ֗י הֲנִיעֵ֣מוֹ בְ֭חֵילְךָ וְהוֹרִידֵ֑מוֹ מָגִנֵּ֣נוּ אֲדֹנָֽי׃                      | No los mates, no sea que mi pueblo olvide; dispérsalos con tu poder y derríbalos, oh Señor, nuestro escudo.                                                           | μὴ ἀποκτείνῃς αὐτούς, μήποτε ἐπιλάθωνται τοῦ νόμου σου· διασκόρπισον αὐτοὺς ἐν τῇ δυνάμει σου καὶ κατάγαγε αὐτούς, ὁ ὑπερασπιστής μου, Κύριε.                    |
| 12     | חַטַּאת־פִּ֗ימוֹ דְּֽבַר־שְׂפָ֫תֵ֥ימוֹ וְיִלָּכְד֥וּ בִגְאוֹנָ֑ם וּמֵאָלָ֖ה וּמִכַּ֣חַשׁ יְסַפֵּֽרוּ׃                          | Por el pecado de su boca y las palabras de sus labios, que sean apresados en su orgullo; y por las maldiciones y mentiras que pronuncian.                             | ἁμαρτία στόματος αὐτῶν, λόγος χειλέων αὐτῶν, καὶ συλληφθήτωσαν ἐν τῇ ὑπερηφανίᾳ αὐτῶν· καὶ ἐξ ἀρᾶς καὶ ψεύδους διαγγελήσονται ἐν συντελείᾳ,                      |
| 13     | כַּלֵּ֥ה בְחֵמָה֮ כַּלֵּ֢ה וְֽאֵ֫ינֵ֥מוֹ וְֽיֵדְע֗וּ כִּֽי־אֱ֭לֹהִים מֹשֵׁ֣ל בְּֽיַעֲקֹ֑ב לְאַפְסֵ֖י הָאָ֣רֶץ סֶֽלָה׃                   | Consúmelos en tu ira, consúmelos, para que no sean, y sepan que Dios gobierna en Jacob hasta los confines de la tierra. Selah.                                        | ἐν ὀργῇ συντελείας, καὶ οὐ μὴ ὑπάρξουσι· καὶ γνώσονται, ὅτι Θεὸς δεσπόζει τοῦ ᾿Ιακὼβ τῶν περάτων τῆς γῆς. (διάψαλμα).                                            |
| 14     | וְיָשֻׁ֣בוּ לָ֭עֶרֶב יֶהֱמ֥וּ כַכָּ֗לֶב וִיס֥וֹבְבוּ עִֽיר׃                                              | Y al atardecer volverán, y harán ruido como perros, y darán vueltas alrededor de la ciudad.                                                                           | ἐπιστρέψουσιν εἰς ἑσπέραν, καὶ λιμώξουσιν ὡς κύων καὶ κυκλώσουσι πόλιν.                                                                                          |
| 15     | הֵ֭מָּה (ינועון) [יְנִיע֣וּן] לֶאֱכֹ֑ל אִם־לֹ֥א יִ֝שְׂבְּע֗וּ וַיָּלִֽינוּ׃                                 | Que vayan de aquí para allá en busca de comida, y que se quejen si no se sacian.                                                                                      | αὐτοὶ διασκορπισθήσονται τοῦ φαγεῖν· ἐὰν δὲ μὴ χορτασθῶσι, καὶ γογγύσουσιν.                                                                                      |
| 16     | וַאֲנִ֤י ׀ אָשִׁ֣יר עֻזֶּךָ֮ וַאֲרַנֵּ֥ן לַבֹּ֗קֶר חַ֫סְדֶּ֥ךָ כִּֽי־הָיִ֣יתָ מִשְׂגָּ֣ב לִ֑י וּ֝מָנ֗וֹס בְּי֣וֹם צַר־לִֽי׃              | Pero yo cantaré de tu poder; sí, cantaré en voz alta de tu misericordia por la mañana, porque tú has sido mi defensa y refugio en el día de mi angustia.              | ἐγὼ δὲ ᾄσομαι τῇ δυνάμει σου καὶ ἀγαλλιάσομαι τὸ πρωΐ τὸ ἔλεός σου, ὅτι ἐγενήθης ἀντιλήπτωρ μου καὶ καταφυγή μου ἐν ἡμέρᾳ θλίψεώς μου.                           |
| 17     | עֻ֭זִּי אֵלֶ֣יךָ אֲזַמֵּ֑רָה כִּֽי־אֱלֹהִ֥ים מִ֝שְׂגַּבִּ֗י אֱלֹהֵ֥י חַסְדִּֽי׃                                       | A ti, oh fuerza mía, cantaré, porque Dios es mi refugio y el Dios de mi misericordia.                                                                                 | βοηθός μου εἶ, σοὶ ψαλῶ, ὅτι σύ, ὁ Θεός, ἀντιλήπτωρ μου εἶ, ὁ Θεός μου, τὸ ἔλεός μου.                                                                            |

## Comentarios

### De la iglesia católica

#### A todo el salmo
Este salmo expresa la experiencia personal de un justo perseguido sin motivo. A diferencia del salmo anterior, que se centraba en la injusticia general de los jueces, aquí el salmista habla desde su propia situación: se declara inocente (vv. 4-5) y denuncia el acoso que sufre, especialmente en un ambiente hostil y pagano, como en Salmo 56. Sus enemigos “se alzan” contra él (v. 2), pero él pone su seguridad en Dios, que está “por encima de los cielos”.
La estructura del salmo es clara: comienza con una súplica de liberación (vv. 2-3) y luego se divide en dos partes, cada una terminando con la misma afirmación de confianza en Dios como fortaleza (vv. 10 y 18). En ambas se compara a los enemigos con perros que rondan la ciudad al anochecer (vv. 7 y 15), una imagen de amenaza continua. En la primera parte se pide a Dios que intervenga (vv. 4.6.8), mientras que en la segunda se detalla cómo se espera esa intervención (vv. 11.12.14) y se promete alabanza por la mañana (vv. 17-18). El título del salmo lo relaciona con el momento en que David huyó de Saúl con la ayuda de Mical (cf. 1 Sam 19,11-22). Aunque el contenido no reproduce exactamente esa situación, sí refleja el peligro nocturno (v. 7.15) y la confianza expresada al amanecer (v. 17). En clave cristiana, el salmo anticipa la pasión de Jesús: rodeado por enemigos que actúan con brutalidad, como los perros del salmo, él permanece inocente y se abandona completamente a Dios.

#### A los versículos 1-10
El salmo presenta cuatro peticiones en las que el salmista describe con fuerza la injusticia y violencia que sufre por parte de sus enemigos. En contraste con la maldad de sus perseguidores, afirma su propia inocencia, como también hacen otros salmos individuales de súplica (cf. Sal 7; 17), lo que da fuerza a su reclamo de justicia ante Dios. Por eso, suplica que el Señor actúe como juez justo (vv. 5b-6), invocándolo como “Dios de los ejércitos”, título que subraya su soberanía universal, y también como protector del pueblo elegido, Israel. 
La comparación de los enemigos con perros vagabundos que merodean al anochecer buscando alimento (vv. 8-9; 15-16) expresa desprecio y hostilidad, una imagen ya presente en otros textos. Esta figura indica tanto la vileza como la constante amenaza que representan. La mención de “las naciones” en la súplica de castigo (v. 9) ha llevado a algunos a pensar que los adversarios son pueblos extranjeros y que el orante es un rey. Sin embargo, parece más probable que se trate de una generalización simbólica: los enemigos del justo son identificados con los paganos que hostigan al pueblo de Dios, por lo que se los incluye dentro de la misma petición de castigo (v. 6). Frente a esta amenaza, el salmista reafirma su confianza: su defensa y seguridad están en Dios (v. 10), quien, a diferencia de los hombres, es justo y fiel.

Cuando imaginamos que todo se hunde ante nuestros ojos, no se hunde nada, porque Tú eres, Señor, mi fortaleza. Si Dios habita en nuestra alma, todo lo demás, por importante que parezca, es accidental, transitorio; en cambio, nosotros, en Dios, somos lo permanente. 

#### A los versículos 11-18
La petición del salmista no busca una eliminación inmediata de sus enemigos, sino una forma de castigo más prolongada: que sean dispersados, condenados a vivir errantes y sin hogar (v. 12). Esta medida tiene un propósito pedagógico y espiritual: que el juicio de Dios sea evidente y memorable para el pueblo, que no se olvide con facilidad como ocurrió en otras ocasiones (cf. Dt 8,1-19). Es una forma de justicia que busca no solo la corrección del impío, sino también la edificación del pueblo. Sin embargo, el castigo no se detiene ahí: el salmo también pide su destrucción definitiva (v. 14), como culminación del proceso de juicio.
La imagen de los perros vuelve a aparecer, pero ahora con mayor énfasis en su voracidad: no cesan de buscar, hambrientos, lo que puedan devorar, símbolo de una maldad insaciable. Esta figura intensifica la denuncia moral contra los enemigos, mostrándolos como agentes de caos y amenaza constante.
Desde una lectura espiritual, Juan de la Cruz interpreta estas imágenes en clave interior. Para él, los enemigos del alma —como los perros del salmo— representan los apetitos desordenados y los deseos que rondan al hombre, especialmente en los momentos de debilidad o noche espiritual. El castigo errante se asemeja al estado del alma que, dominada por esos deseos, pierde su centro, su paz y su tierra, hasta que la gracia de Dios interviene con fuerza purificadora. Así, el salmo puede leerse también como súplica para que Dios libere al orante no solo de enemigos externos, sino de toda inclinación interior que lo aparte de la unión con Él.

Y por eso justamente, [los malos apetitos] como perros, siempre andan hambreando, porque las meajas más sirven de avivar el apetito que de satisfacer el hambre. Y así, de ellos dice David (Sal 59,15-16): Famen patientur ut canes, et circuibunt civitatem. Si vero non fuerint saturati, et murmurabunt; quiere decir: Ellos padecerán hambre como perros y rodearán la ciudad y, como no se vean hartos, murmurarán. Porque ésta es la propiedad del que tiene apetitos, que siempre está descontento y desabrido, como el que tiene hambre. Pues, ¿qué tiene que ver el hambre que ponen todas las criaturas con la hartura que causa el espíritu de Dios? Por eso, no puede entrar esta hartura increada en el alma si no se echa primero esotra hambre criada del apetito del alma; pues, como habemos dicho, no pueden morar dos contrarios en un sujeto, los cuales en este caso son hambre y hartura. 

## Citas
Muchos intérpretes asumen que este salmo fue escrito en el tiempo de I Samuel 19 : 11-17  SLT .

## Usos

### Judaísmo
El Salmo 59 es uno de los diez Salmos del Tikkun HaKlali de Rabbe Najman de Breslev .
El versículo 18 (versículo 17 en las traducciones al inglés) se encuentra en la repetición de la Amidá durante Rosh Hashaná .